# دکتر آلکمی
دکتر آلکمی(به انگلیسی: Doctor Alchemy) یا مستر المنت(به انگلیسی: Mister Element) یک شخصیت خیالی ابرشرور در کتاب‌های کامیک آمریکایی منتشر شده توسط دی‌سی کامیکس است. این شخصیت توسط نویسنده جان بروم و کارمن اینفانتینو خلق شده است. دکتر الکمی یک کیمیاگر و دانشمند سنگ شناس می باشد که با استفاده از سنگ های جادویی قابلیت انتفال بین دو ماده را دارد همچنین قابلیت کنترل سنگ ها از راه دور را دارد. دکتر آلکمی در فصل سوم سریال فلش حضور داشت که بهمراه یکی از دشمنان بزرگ فلش یعنی سویتار ظاهر شد.